# アレキザンダー・アガシー
アレキザンダー・アガシー（Alexander Emanuel Agassiz、1835年12月17日 - 1910年3月27日）は、アメリカ合衆国のエンジニア、海洋学者である。ルイ・アガシーの息子。

## 生涯
スイスのヌーシャテルで生まれた。1849年にルイ・アガシーとともにアメリカ合衆国に移った。1855年にハーバード大学を卒業し、1852年合衆国の沿岸測量部の助手に雇われた。
海洋魚類学を専門としたが、知り合いのE.J.ハルバートが銅の有望な鉱山を発見したことから、鉱山に関する仕事に専念することになった。友人と鉱山の資本を購入し、これは後の Calumet になった。1866年までは、父親がハーバード大学に設立した自然史博物館のアシスタントとして働いたが、その後は、義理の兄弟のクウィンシー・アダムス・ショーと銅山の経営に時間をさき、1871年に Calumet と Hecla Mining Company の社長となった。
銅鉱山の資産からハーバード大学の比較動物学博物館などにの500,000ドルの寄付をした。1875年にペルー、チリの銅山開発のための調査でチチカカ湖を調査し、多くの学術的なサンプルを、比較動物学博物館のために収集した。1872年にチャレンジャー号の海洋調査によって集められた資料の調査と分類を手伝った。全米科学アカデミーの会長を務めた。
全米科学アカデミーは海洋科学に関する貢献対するアレキザンダー・アガシー・メダルを1911年に創設した。